# Bactrocera caledoniensis
Bactrocera caledoniensis är en tvåvingeart som beskrevs av Drew 1989. Bactrocera caledoniensis ingår i släktet Bactrocera och familjen borrflugor.
Artens utbredningsområde är Nya Kaledonien. Inga underarter finns listade.